# Périgordien
Périgordien is een term die gebruikt wordt om verscheidene gerelateerde Laat-paleolithische culturen aan te duiden die door sommige archeologen wordt gezien als een continue traditie. Hij werd in 1933 gecreëerd door de Franse archeoloog Denis Peyrony nadat opgravingen in de omgeving van Périgord laatpaleolithische werktuigen aan het licht gebracht hadden. De cultuur valt te situeren tussen circa 35.000 vr. Chr. en 20.000 vr. Chr. en wordt soms gezien als de opvolger van het Moustérien.
De vroegste cultuur in deze traditie is het Châtelperronien. Deze produceerde zeer kenmerkende getande stenen werktuigen en een typisch vuurstenen mes met een enkele snijrand en een botte, gebogen achterkant.
Sommige archeologen zien het Gravettien als opvolger, maar andere denken dat die eerder de opvolger was van het Aurignacien. De traditie eindigde in het proto-Magdalénien.
Over het wel of niet erkend moeten worden als een aparte cultuur bestaat geen overeenstemming. Critici hebben erop gewezen dat er nog geen continu bewoonde vindplaats voor deze cultuur gevonden is. Het Périgordien zou dan ook eerder gezien moeten worden als bestaande naast het Aurignacien, en niet een aaneenschakeling van verschillende industrieën die zowel voor als na het Aurignacien bestonden.